# Николас Бретвејт
Сер Николас Александер Бретвејт (енгл. Thomas Alexander Brathwaithe; Кариаку, 8. јул 1925 — 28. октобар 2016) је гренадски политичар који је у два наврата, од 1983. године до 1984. године, те од 1990. године до 1995. године, био премијер.
Премијером је први пут постао у децембру 1983. године, два месеца након америчке инвазије којом је тада свргнут марксистички режим. Генерални гувернер Пол Скун га је именовао председником привремене владе која је Гренаду требало да води до нових демократских избора 1984. године. На њима су Бретвејт и његове присталице изгубиле од Нове националне партије Херберта Блејза који је постао нови премијер.
Године 1990, Бретвејт је победио на изборима као вођа странке Народни демократски конгрес (НДЦ) те поновно формирао владу. Године 1995. је изгубио изборе те недуго након тога поднео оставку на место вође странке. Исте је године добио племићку титулу.